# Gwijde II van Saint-Pol
Gwijde II van Saint-Pol ook bekend als Gwijde IV van Châtillon (circa 1196 - Avignon, 6 augustus 1226) was van 1219 tot aan zijn dood graaf van Saint-Pol. Hij behoorde tot het huis Châtillon.

## Levensloop
Gwijde was de oudste zoon van heer Wouter III van Châtillon en gravin Elisabeth van Saint-Pol. Na het overlijden van zijn vader erfde hij in 1219 de heerlijkheden Montjay en Broigny en nam hij de regering van het graafschap Saint-Pol over.
Hij huwde in 1221 met Agnes van Donzy (1205-1225), dochter en enige erfgename van Hervé IV van Donzy en Mathilde van Courtenay. Agnes was via haar vader erfgename van de heerlijkheden Donzy en Saint-Aignan en kon via haar moeder erfaanspraken maken op de graafschappen Tonnerre, Auxerre en Nevers en de heerlijkheden Montmirial, Perche-Gouet en Cosne. 
In 1223 vocht hij aan de zijde van koning Lodewijk VIII van Frankrijk in Poitou om de landerijen verworven door Engeland te heroveren. In 1226 nam hij deel aan de kruistocht van Lodewijk VIII tegen de Albigenzen, maar hij sneuvelde in augustus 1226 bij de belegering van Avignon. 
Omdat zijn zoon Wouter nog minderjarig was, slaagde Gwijdes broer Hugo V erin hem op te volgen als graaf van Saint-Pol. Hierdoor erfde Wouter enkel de heerlijkheden Montjay, Broigny, Donzy en Saint-Aignan, evenals de erfaanspraken op de graafschappen Tonnerre, Auxerre en Nevers. 

## Nakomelingen
Gwijde en zijn echtgenote Agnes kregen drie kinderen:
- Wouter (1221-1250), erfgenaam van het graafschap Nevers
- Yolande (1222-1254), erfgenaam van het graafschap Nevers, huwde in 1228 met heer Archimbald IX van Bourbon
- Maria, huwde eerst met graaf Reinoud van Dammartin en daarna met graaf Jan III van Vendôme

## Voorouders
| Voorouders van Gwijde II van Saint-Pol (1196-1225) | Voorouders van Gwijde II van Saint-Pol (1196-1225)                          | Voorouders van Gwijde II van Saint-Pol (1196-1225)                          | Voorouders van Gwijde II van Saint-Pol (1196-1225)                          | Voorouders van Gwijde II van Saint-Pol (1196-1225)                          | Voorouders van Gwijde II van Saint-Pol (1196-1225)                          | Voorouders van Gwijde II van Saint-Pol (1196-1225)                          | Voorouders van Gwijde II van Saint-Pol (1196-1225)                          | Voorouders van Gwijde II van Saint-Pol (1196-1225)                          |
| -------------------------------------------------- | --------------------------------------------------------------------------- | --------------------------------------------------------------------------- | --------------------------------------------------------------------------- | --------------------------------------------------------------------------- | --------------------------------------------------------------------------- | --------------------------------------------------------------------------- | --------------------------------------------------------------------------- | --------------------------------------------------------------------------- |
| Overgrootouders                                    | ? (-) ∞ ? (-)                                                               | ? (-) ∞ ? (-)                                                               | Robert I van Dreux (1123-1188) ∞ Havise van Évreux (-)                      | Robert I van Dreux (1123-1188) ∞ Havise van Évreux (-)                      | Anselm van Saint-Pol (–1165) ∞ Eustachia van Perche-Gouët (-)               | Anselm van Saint-Pol (–1165) ∞ Eustachia van Perche-Gouët (-)               | Boudewijn IV van Henegouwen (1110–1171) ∞ Adelheid van Namen(1130-1169)     | Boudewijn IV van Henegouwen (1110–1171) ∞ Adelheid van Namen(1130-1169)     |
| Grootouders                                        | Gwijde II van Châtillon (1138-1173) ∞ 1160 Adelheid van Dreux (1136-1182)   | Gwijde II van Châtillon (1138-1173) ∞ 1160 Adelheid van Dreux (1136-1182)   | Gwijde II van Châtillon (1138-1173) ∞ 1160 Adelheid van Dreux (1136-1182)   | Gwijde II van Châtillon (1138-1173) ∞ 1160 Adelheid van Dreux (1136-1182)   | Hugo IV van Saint-Pol (1135-1200) ∞ Yolande van Henegouwen (1131-1202)      | Hugo IV van Saint-Pol (1135-1200) ∞ Yolande van Henegouwen (1131-1202)      | Hugo IV van Saint-Pol (1135-1200) ∞ Yolande van Henegouwen (1131-1202)      | Hugo IV van Saint-Pol (1135-1200) ∞ Yolande van Henegouwen (1131-1202)      |
| Ouders                                             | Wouter III van Châtillon (1166-1219) ∞ 1160 Elisabeth van Saint-Pol (-1220) | Wouter III van Châtillon (1166-1219) ∞ 1160 Elisabeth van Saint-Pol (-1220) | Wouter III van Châtillon (1166-1219) ∞ 1160 Elisabeth van Saint-Pol (-1220) | Wouter III van Châtillon (1166-1219) ∞ 1160 Elisabeth van Saint-Pol (-1220) | Wouter III van Châtillon (1166-1219) ∞ 1160 Elisabeth van Saint-Pol (-1220) | Wouter III van Châtillon (1166-1219) ∞ 1160 Elisabeth van Saint-Pol (-1220) | Wouter III van Châtillon (1166-1219) ∞ 1160 Elisabeth van Saint-Pol (-1220) | Wouter III van Châtillon (1166-1219) ∞ 1160 Elisabeth van Saint-Pol (-1220) |